# Dławiszowate

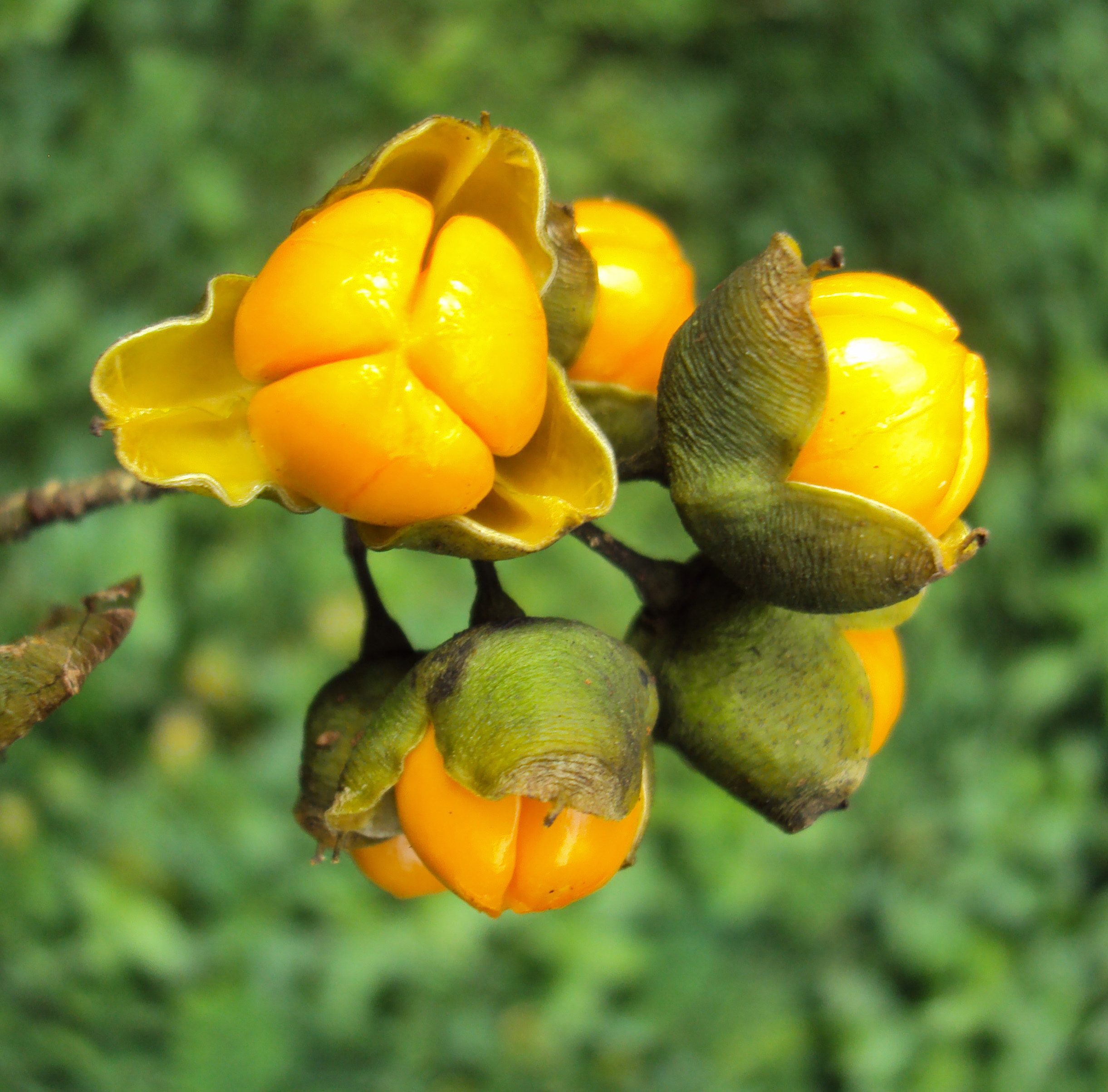
Owoce Celastrus paniculatus

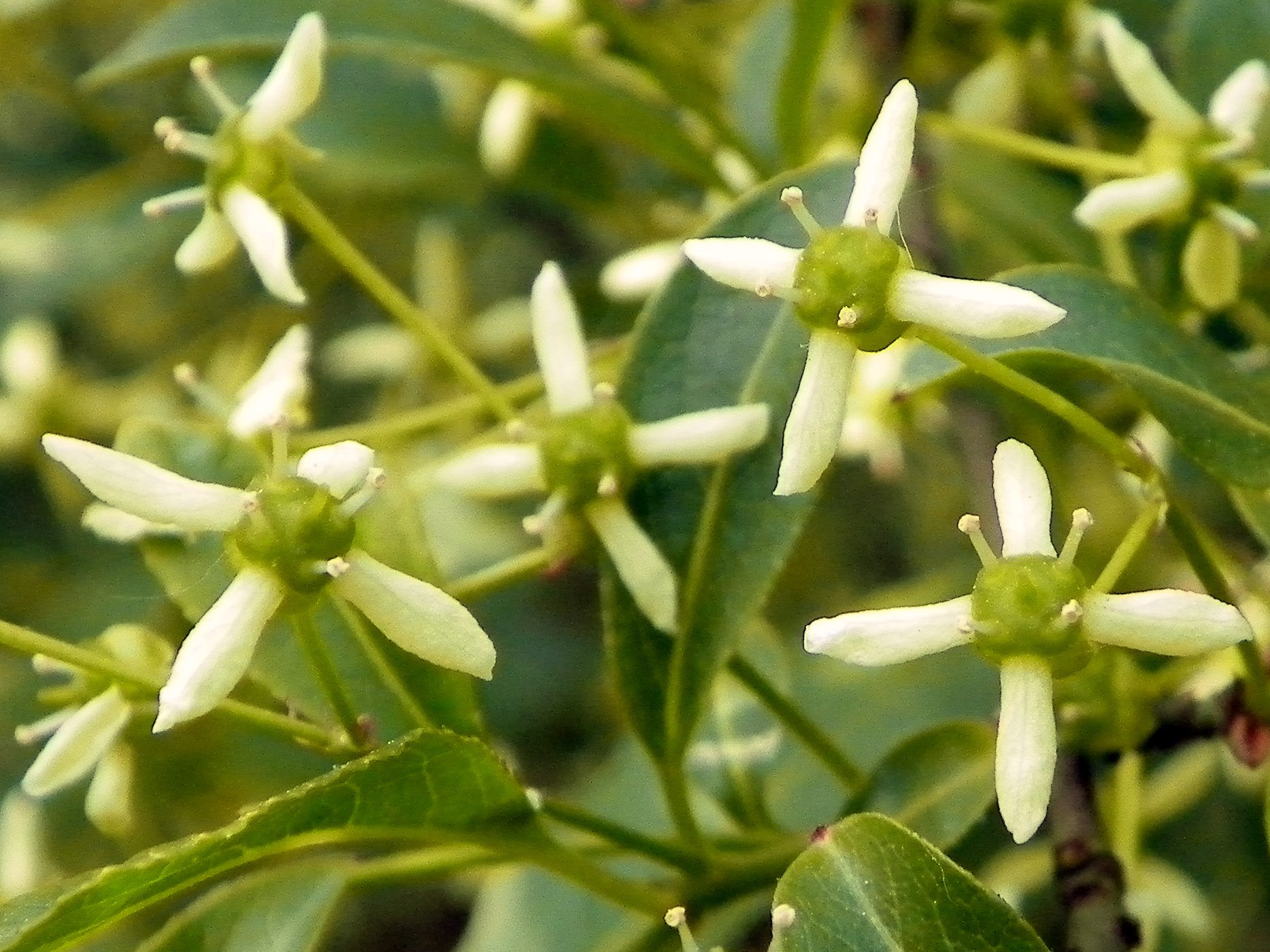
Kwiaty trzmieliny pospolitej

Dławiszowate (Celastraceae R. Br.) – rodzina roślin z rzędu dławiszowców (Celastrales). Obejmuje 94 rodzaje z ok. 1400 gatunkami. We florze Polski reprezentowana jest tylko przez rosnącą dziko trzmielinę (Euonymus) i dziewięciornika (Parnassia) oraz uprawianego dławisza (Celastrus). Są to w większości drzewa i krzewy, rzadko rośliny zielne, szeroko rozprzestrzenione na wszystkich kontynentach (z wyjątkiem Antarktydy). Największa liczba przedstawicieli występuje w strefie tropikalnej i subtropikalnej. Zasiedlają bardzo różne siedliska, od wilgotnych lasów, poprzez zbiorowiska trawiaste i wydmy po pustynie. 
Liczne gatunki mają znaczenie użytkowe dostarczając drewna, pożywienia lub znajdując zastosowanie w lecznictwie. Rośliny drzewiaste z tej rodziny wyróżniają się zawieraniem gutaperki i charakterystycznych triterpenoidów.

## Morfologia

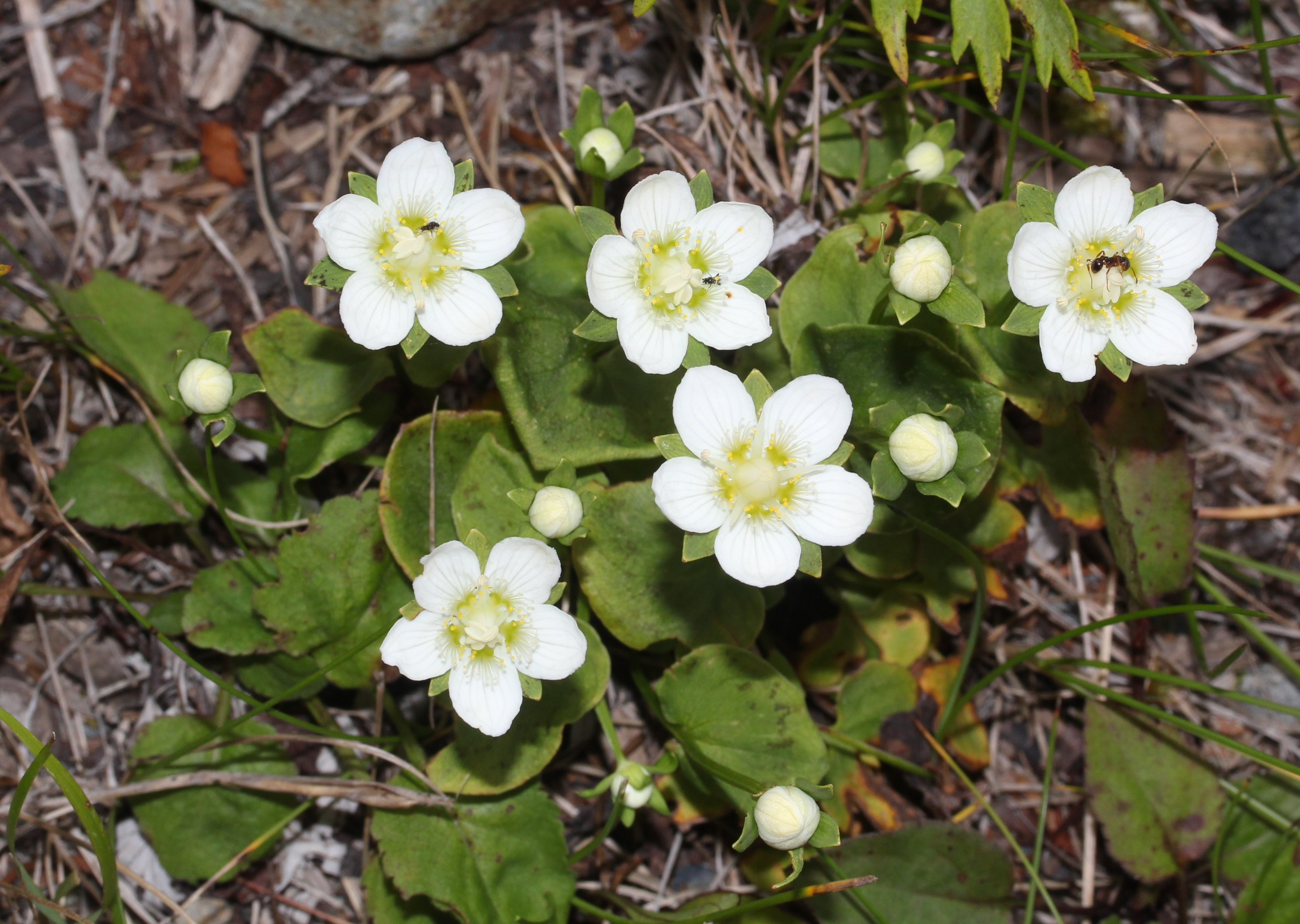
Dziewięciornik błotny

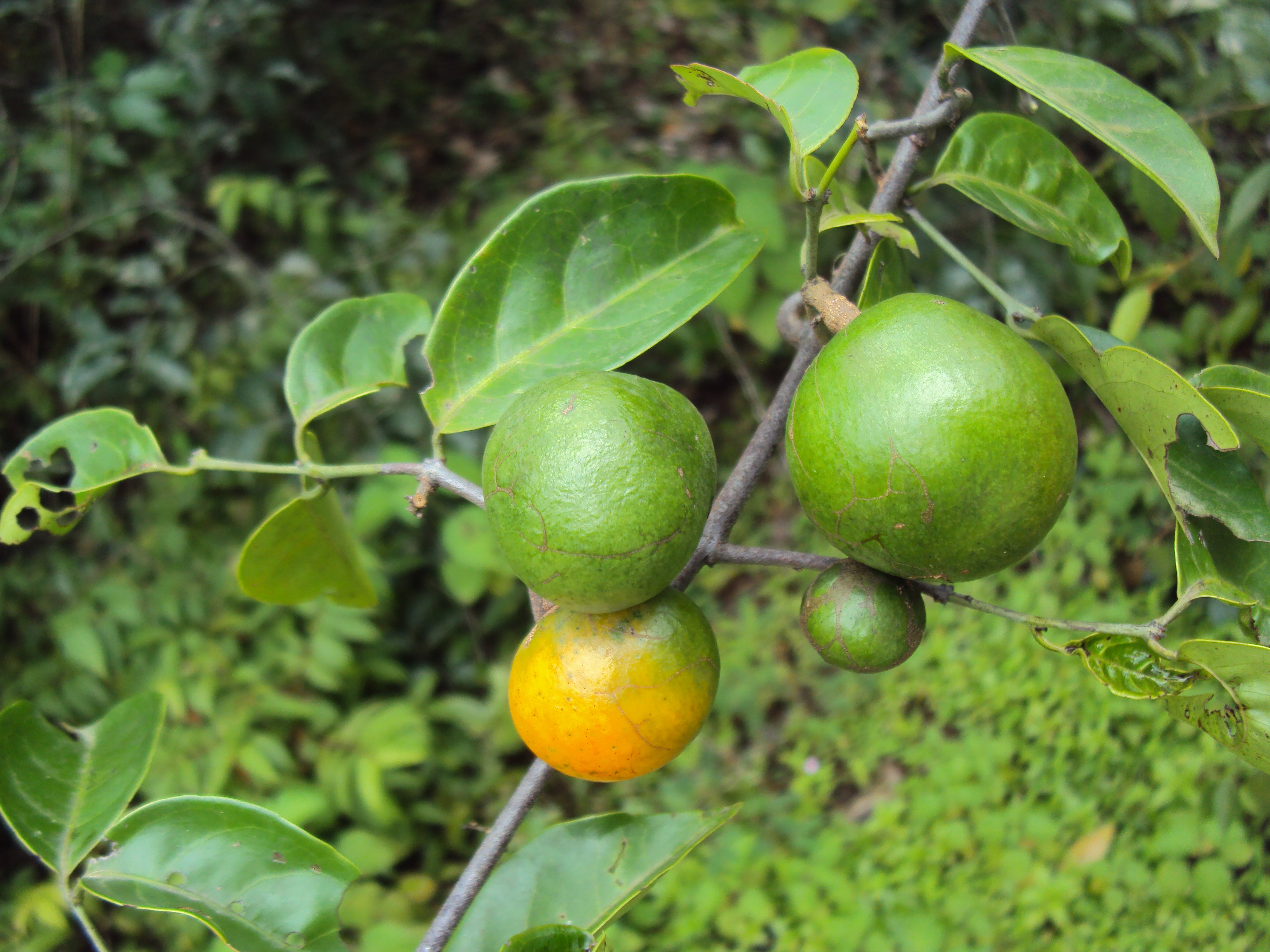
Salacia fruticosa

PokrójGrupa bazalna, obejmująca rodzaje Parnassia i Lepuropetalon, to rośliny zielne, podczas gdy reszta rodziny to niemal wyłącznie drzewa, krzewy i pnącza, w tym też cierniste.
LiścieSkrętoległe lub naprzeciwległe (czasem zróżnicowane w obrębie jednego rodzaju), rzadko okółkowe. Zwykle ogonkowe, całobrzegie lub piłkowane, pojedyncze, często skórzaste i trwałe. Przylistki drobne lub nieobecne, szybko odpadające. Czasem liście silnie zredukowane, np. w rodzaju Psammomoya reprezentowane są tylko przez katafile.
KwiatyW grupie bazalnej kwiaty pojedyncze lub w wierzchotce jednoramiennej. Pojedyncze i dość duże kwiaty Parnassia uznawane są za pierwsze kwiaty zredukowanej wierzchotki. W grupie tej kwiaty są obupłciowe, promieniste i 5-krotne. Działek kielicha jest 5, zachodzących na siebie, u nasady są one zrośnięte. Płatków korony jest 5 (u Lepuropetalon brak), są one wolne, od drobnych rozmiarów do całkiem okazałych, całobrzegie, ząbkowane lub frędzlowate na brzegu, barwy białej lub kremowej. Pręcików jest 5, tyle samo prątniczków, przy których wykształcają się miodniki. Zalążnia jest górna u Parnassia i wpół dolna u Lepuropetalon, powstaje z 3–4, rzadko 5 owocolistków tworzących częściowo podzieloną (Parnassia) lub pojedynczą (Lepuropetalon) komorę z wieloma zalążkami.
U reszty przedstawicieli kwiaty 4- lub 5-krotne wyrastają w kwiatostanach wierzchotkowych lub groniastych z kątów liści lub szczytowo. Kwiaty są symetryczne (tylko u Apodostigma nieco grzbieciste), obupłciowe lub jednopłciowe. Działki kielicha i płatki są wolne i zwykle niezbyt okazałe. Pręcików jest od 3 do 5, czasem też obecne są prątniczki. Zalążnia górna lub częściowo zagłębiona w dysku, podzielona częściowo lub całkowicie na dwie lub pięć komór.
OwoceW grupie bazalnej pękające, wielonasienne torebki. U pozostałych przedstawicieli owocem jest podzielona torebka, mięsisty pestkowiec, jagoda lub rozłupnia. Nasiona bywają w większym lub mniejszym stopniu otoczone przez jaskrawą osnówkę.

## Systematyka
Pozycja systematyczna według APweb (aktualizowany system APG IV z 2014)
Jedna z dwóch rodzin z rzędu dławiszowców (Celestrales), należącego do kladu różowych w obrębie okrytonasiennych. W klasyfikacjach wcześniejszych (system APG II z 2003) opcjonalnie wyodrębniane były rodziny dziewięciornikowatych (Parnassiaceae Martinov), Lepuropetalaceae Nakai, Pottingeriaceae Takht. W systemie APG III grupy te włączone zostały do dławiszowatych.
Wykaz rodzajów
- Acanthothamnus Brandegee
- Allocassine N.Robson
- Anthodon Ruiz & Pavon
- Apatophyllum McGill.
- Apodostigma R.Wilczek
- Arnicratea N.Halle
- Bequaertia R.Wilczek
- Brassiantha A.C.Sm.
- Brexiella H.Perrier
- Campylostemon Welw.
- Canotia Torr.
- Cassine L.
- Catha Forssk. ex Schreb. – czuwaliczka
- Celastrus L. – dławisz
- Cheiloclinium Miers
- Crocoxylon Eckl. & Zeyh.
- Crossopetalum P.Browne
- Cuervea Triana ex Miers
- Denhamia Meisn.
- Elachyptera A.C.Sm.
- Elaeodendron J.Jacq.
- Euonymus L. – trzmielina
- Evonymopsis H.Perrier
- Fraunhofera Mart.
- Glyptopetalum Thwaites
- Goniodiscus Kuhlm.
- Gyminda Sarg.
- Hartogiella Codd
- Hartogiopsis H.Perrier
- Hedraianthera F.Muell.
- Helictonema Pierre
- Hexaspora C.T.White
- Hippocratea L.
- Hylenaea Miers
- Hypsophila F.Muell.
- Katafa Costantin & J.Poiss.
- Kokoona Thwaites
- Lepuropetalon Elliott
- Loeseneriella A.C.Sm.
- Lophopetalum Wight ex Arn.
- Macgregoria F.Muell.
- Maurocenia Mill.
- Maytenus Molina
- Menepetalum Loes.
- Microtropis Wall. ex Meisn.
- Monimopetalum Rehder
- Mortonia A.Gray
- Mystroxylon Eckl. & Zeyh.
- Orthosphenia Standl.
- Parnassia L. – dziewięciornik
- Paxistima Raf.
- Peripterygia (Baillon) Loes.
- Peritassa Miers
- Plagiopteron Griff.
- Platypterocarpus Dunkley & Brenan
- Plenckia Reissek
- Pleurostylia Wight & Arn.
- Polycardia Juss.
- Prionostemma Miers
- Pristimera Miers
- Psammomoya Diels & Loes.
- Pseudosalacia Codd
- Ptelidium Thouars
- Pterocelastrus Meisn.
- Putterlickia Endl.
- Quetzalia Lundell
- Reissantia N.Halle
- Rzedowskia Medrano
- Salacia L.
- Salacighia Loes.
- Salaciopsis Baker f.
- Salvadoropsis H.Perrier
- Sarawakodendron Ding Hou
- Scandivepres Loes.
- Schaefferia Jacq.
- Semialarium N.Halle
- Simicratea N.Halle
- Simirestis N.Halle
- Siphonodon Griff.
- Stackhousia Sm.
- Tetrasiphon Urb.
- Thyrsosalacia Loes.
- Tontelea Miers
- Torralbasia Krug & Urb.
- Tripterococcus Endl.
- Tripterygium J. D. Hooker
- Tristemonanthus Loes.
- Wimmeria Schltdl. & Cham.
- Xylonymus Kalkman ex Ding Hou
- Zinowiewia Turcz.

Pozycja w systemie Reveala (1993–1999)
Gromada okrytonasienne (Magnoliophyta Cronquist, podgromada Magnoliophytina Frohne & U. Jensen ex Reveal, klasa Rosopsida Batsch, podklasa różowe (RosidaeTakht.), nadrząd Celastranae Takht., rząd dławiszowce (Celastrales Baskerville), podrząd Celastrineae Bessey in C.K. Adams, rodzina dławiszowate (Celastraceae R. Br.).
Podział według systemu Takhtajana
Gromada: okrytonasienne (Magnoliophyta), klasa: dwuliścienne (Magnoliopsida), podklasa różowe (Rosidae), nadrząd Celastranae, rząd dławiszowce (Celastrales), rodzina dławiszowate (Celastraceae).